# Liste des chapitres de Médaka Box
Cet article est un complément de l’article sur le manga Médaka Box. Il contient la liste des volumes du manga parus en presse du tome 1 au tome 22, avec les chapitres qu’ils contiennent.

## Volumes reliés

### Tomes 1 à 10
| no | Japonais         | Japonais          | Français         | Français          |
| no | Date de sortie   | ISBN              | Date de sortie   | ISBN              |
| --- | ---------------- | ----------------- | ---------------- | ----------------- |
| 1 | 2 octobre 2009   | 978-4-08-874776-7 | 5 septembre 2012 | 978-2-7595-0886-0 |
| Titre du volume : Le Conseil Étudiant en action ! Couverture : Médaka Kurokami, Zenkichi HitoyoshiListe des chapitres : - Chapitre 1 : Le Conseil Étudiant en action ! (生徒会を執行する, Seitokai o Shikkōsuru) - Chapitre 2 : Restons-en là ! (それでよいのだ, Sore de Yoi no da) - Chapitre 3 : J'imagine que tu es le bon (確かにお前は, Tashika ni Omae wa) - Chapitre 4 : Je me mêle de ce qui me regarde (余計な真似だよ, Yokei na Mane da yo) - Chapitre 5 : Si tu tiens à me remercier (感謝していると言うのならば, Kanshashiteiru to Iu no Naraba) - Chapitre 6 : Je ne te demande pas de ne pas perdre (負けるなとは言わん, Makeruna to wa Iwan) - Chapitre 7 : En essayant (途中からでも, Tochuu Kara Demo) |                  |                   |                  |                   |
| 2 | 4 décembre 2009  | 978-4-08-874778-1 | 5 septembre 2012 | 978-2-7595-0887-7 |
| Titre du volume : Peu importe qu'on nous comprenne Couverture : Médaka Kurokami, Mogana Kikaijima, Tanegashima, YakushimaListe des chapitres : - Chapitre 8 : Elle nous a volé la vedette ! (もっていかれた, Motte Ikareta) - Chapitre 9 : Le salaire qu'ils méritent (食ってよい, Kutte Yoi) - Chapitre 10 : Vous aurez pu vous noyer ! (溺死確実の危険な行為だ, Dekishi Kakujitsu no Kiken na Kōi da) - Chapitre 11 : Peu importe qu'on nous comprenne (わかってもらおーなんて思ってないよ, Wakatte Moraō Nante Omottenai yo) - Chapitre 12 : Je vous aime plus que l'argent (お金より好き, Okane Yori Suki) - Chapitre 13 : Elle fait ça avec tout le monde ? (誰にでもこういうことするの?, Dare ni Demo Kōiu Koto suru no?) - Chapitre 14 : Ce ne sont que des vêtements (たかが服だろ, Taka ga Fuku daro) - Chapitre 15 : Deux choses incompatibles (相容れねえ, Aiirenē) - Chapitre 16 : L’homme est mauvais de nature (見下し性悪説だ, Mikudashi Seiakusetsu da) |                  |                   |                  |                   |
| 3 | 4 février 2010   | 978-4-08-874799-6 | 31 octobre 2012  | 978-2-7595-0888-4 |
| Titre du volume : Je suis la présidente du Conseil Étudiant ! Couverture : Médaka Kurokami, Myôri UnzenListe des chapitres : - Chapitre 17 : J'ai décide de toujours me battre ! (私はがんばると決めた, Watashi wa Ganbaru to Kimeta) - Chapitre 18 : C'est de la triche ! (それはズルイぜ, Sore wa Zuruize) - Chapitre 19 : Le quatrième trait essentiel de sa personnalité (黒神めだかの真骨頂その④, Kurokami Medaka no Shinkocchō Sono Yon) - Chapitre 20 : Je suis la présidente du Conseil Étudiant ! (私は生徒会長だぞ, Watashi wa Seito Kaichō da zo) - Chapitre 21 : Tu vas trop loin ! (やり過ぎだ, Yarisugi da) - Chapitre 22 : Vous autres, qu'en pensez-vous ? (君たちはどう思いました？, Kimitachi wa Dō Omoimashita?) - Chapitre 23 : 413616373541 ? (お前最強ってなんだと思う？, Omae Saikyō tte Nanda to Omou?) - Chapitre 24 : Ils disent tous ça ! (みんなそう言うのさ, Minna Sō Iu no sa) - Chapitre 25 : Je n'ai jamais été embrassée (されたことはなかったから, Sareta Koto wa Nakatta Kara)                                                                   |                  |                   |                  |                   |
| 4 | 2 avril 2010     | 978-4-08-870026-7 | 5 décembre 2012  | 978-2-7595-0889-1 |
| Titre du volume : Ma sœur, ma sœur et ma sœur ! Couverture : Médaka Kurokami, Maguro KurokamiListe des chapitres : - Chapitre 26 : Ma sœur, ma sœur et ma sœur ! (妹・妹・妹だ！, Imōto, Imōto, Imōto da!) - Chapitre 27 : Ça se passe sous nos yeux (私の通う学園での出来事だ, Watashi no Kayō Gakuen de no Dekigoto da) - Chapitre 28 : Médaka t'attendra ! (君を待ってくれてるさ, Kimi o Matte Kureteru sa) - Chapitre 29 : Yaah ! (あん, An) - Chapitre 30 : Quelle galère (いやあ困った困った, Iyā Komatta Komatta) - Chapitre 31 : Je ne vais pas me multiplier (増えるーーのではなく, Fueru -- no de wa naku) - Chapitre 32 : Un échange sympathique (とても楽しい触れ合いだ, Totemo Tanoshĩ Fureai da!) - Chapitre 33 : Alors je vous tue (だから殺す, Dakara Korosu) - Chapitre 34 : Ce n'est pas suffisant pour te tuer ? (君の命は殺せない,, Kimi no Inochi wa Korosenai) |                  |                   |                  |                   |
| 5 | 12 août 2010     | 978-4-08-870076-2 | 12 février 2012  | 978-2-7595-0890-7 |
| Titre du volume : Il est cool comme tout le monde ! Couverture : Zenkichi Hitoyoshi, Kei Munakata, Médaka Kurokami, Kôki Akune, Yôka Naze, Itami KogaListe des chapitres : - Chapitre 35 : Il est cool comme tout le monde (普通に格好いい, Futsū ni Kakkō Ii) - Chapitre 36 : C'était un joli combat (肌荒れには気をつけましょう, Hadaare ni wa Kiotsukemashō) - Chapitre 37 : Je vais être obligé de m'immiscer dans tes affaires ! (悪いが関知させてもらうよ, Warui ga Kanchisasete Morau yo) - Chapitre 38 : L'attitude violente et destructrice de Kôki (不良さも破壊さも, Warusa mo Kowasa mo) - Chapitre 39 : Je me battrai pour la liberté des Anormaux (異常の自由のために, Abunōmaru no Jiyū no Tame ni) - Chapitre 40 : Je ne suis jamais loin ! (どこにだって現れる, Doko ni Datte Arawareru) - Chapitre 41 : La seule chose sur laquelle tu as le dessus (俺より上なのは, Ore Yori Ue na no wa) - Chapitre 42 : Dans le monde entier (世界中探したって, Sekaijū Sagashitatte) - Chapitre 43 : Seulement, autrefois... (だけど昔のあなたは, Dakedo Mukashi no Anata wa) |                  |                   |                  |                   |
| 6 | 3 septembre 2010 | 978-4-08-870106-6 | 20 mars 2013     | 978-2-7595-0891-4 |
| Titre du volume : Pourquoi es-tu née ? Couverture : Médaka Kurokami, Zenkichi Hitoyoshi (adolescents et enfants)Liste des chapitres : - Chapitre 44 : Je prendrai mes jambes à mon cou ! (もう逃げるしかねーぜ, Mō Nigeru Shikanēze) - Chapitre 45 : On peut toujours les avoir par surprise (ショートカットできるんだから, Shōtokatto Dekirun Dakara) - Chapitre 46 : Qui es-tu ? (誰だお前?, Dare da Omae?) - Chapitre 47 : Vous êtes tous des idiots !! (みんなばかだ, Minna Baka da) - Chapitre 48 : De tous les membres du groupe des "13" (十三組」の中で誰よりも, Pāti no Naka de Dare Yori mo) - Chapitre 49 : Je ne suis pas Médaka Kuromaki ! (ではありません, De wa Arimasen) - Chapitre 50 : Tu es l'ennemie de Médaka (めだかちゃんの敵だ, Medaka-chan no Teki da) - Chapitre 51 : Alors dis-moi... (だったら私に教えるがよい, Dattara Watashi ni Oshieru ga Yoi) - Chapitre 52 : Pourquoi es-tu née ? (お前は何のために生まれてきた？, Omae wa Nanno Tame ni Umaretekita?)                                                                                            |                  |                   |                  |                   |
| 7 | 4 novembre 2010  | 978-4-08-870129-5 | 2 mai 2013       | 978-2-7595-0892-1 |
| Titre du volume : C'est ça, le Projet Flasque Couverture : Ôdo Miyakonojô, Médaka Kurokami, Zenkichi Hitoyoshi, Kôki Akune, Mogana KikaijimaListe des chapitres : - Chapitre 53 : C'est ça, le Projet Flasque< (これがフラスコ計画だ, Kore ga Furasuko Keikaku da) - Chapitre 54 : Qu'est ce que tu es exactement ? (お前は一体何なんだ?, Omae wa Ittai Nannanda?) - Chapitre 55 : Quand on fait quelque chose de mal (悪いことをしたら, Warui Koto o Shitara) - Chapitre 56 : Ce garçon était notre aîné (中学時代の先輩ですよ, Chūgaku Jidai no Senpai desu yo) - Chapitre 57 : Tu la détestes, hein ? (ぶっちゃけ嫌いだよな, Bucchake Kirai da yo na) - Chapitre 58 : J'espère qu'on deviendra amis (みんな友達になってね, Minna Tomodachi ni Natte ne) - Chapitre 59 : Il est sans doute plus mortel (嫌われるより好かれる方が, Kirawareru Yori Sukareru Hō ga) - Chapitre 60 : L'amour d'une femme (だって女の子の愛は, Datte Onna no Ko no Ai wa) - Chapitre 61 : Tu pourras parler d'amour (愛だの恋だのほざくのは, Ai da no Koi da no Hozaku no wa)                         |                  |                   |                  |                   |
| 8 | 29 décembre 2010 | 978-4-08-870166-0 | 26 juin 2013     | 978-2-7595-0893-8 |
| Titre du volume : Je t'aime Couverture : Médaka Kurokami, Misogi KumagawaListe des chapitres : - Chapitre 62 : Ce n'est pas un héros (英雄じゃないんだぜ, Eiyū ja naindaze) - Chapitre 63 : C'est la devise de la classe -13 (マイナス十三組のモットーだよ, Mainasu Jūsan Kumi no Mottō da yo) - Chapitre 64 : Que diriez-vous... (やってみるか, Yatte Miru ka) - Chapitre 65 : La seule personne digne d'être président (箱庭学園の生徒会長は, Hakoniwa Gakuen no Seito Kaichō wa) - Chapitre 66 : Qu'est ce que tu veux que ce soit ? (だったらどうだって言うのさ?, Dattara Dōdatte Iu no sa?) - Chapitre 67 : Le Conseil Étudiant, c'est nous ! (生徒会は私達だ, Seitokai wa Watashitachi da) - Chapitre 68 : Il faut accepter tout ça (受け入れることだよ, Ukeireru Koto da yo) - Chapitre 69 : Tu es devenu très fort, Zenkichi ! (強くなったね, Tsuyoku Natta ne) - Chapitre 70 : Je t'aime (好きだぜ, Suki daze) |                  |                   |                  |                   |
| 9 | 4 mars 2011      | 978-4-08-870194-3 | 21 août 2013     | 978-2-7595-0894-5 |
| Titre du volume : Une sœur prénommée Kujira Couverture : Médaka Kurokami, Misogi Kumagawa, Yôka Naze, Kujira KurokamiListe des chapitres : - Chapitre 71 : Reviens me voir quand la guerre sera terminée (終わった頃にまたおいで, Owatta Koro ni Mata Oide) - Chapitre 72 : Même si vous m'avez oublié (みんなが俺を忘れても, Minna ga Ore o Wasuretemo) - Chapitre 73 : Dorénavant (今から俺は, Ima Kara Ore wa) - Chapitre 74 : Gagne à tout prix (絶対に勝って, Zettai ni Katte) - Chapitre 75 : Une raison suffisante pour refuser de se battre (戦わない理由にはならない, Tatakawanai Riyū ni wa Naranai) - Chapitre 76 : Une sœur prénommée Kujira (黒神くじらという姉は, Kurokami Kujira to Iu Ane wa) - Chapitre 77 : Tu ne fais pas le poids face à moi ! (敵うはずがねえだろう, Kanau Hazu ga nē darō) - Chapitre 78 : C'est juste que j'aimerais revoir... (私は見せてほしいんだ, Watashi wa Misete Hoshīnda) - Chapitre 79 : Je me bats contre des enfants (ちょうどいいハンデでしょ, Chōdo Ii Hande Desho)                                                             |                  |                   |                  |                   |
| 10 | 2 mai 2011       | 978-4-08-870224-7 | 13 novembre 2013 | 978-2-7595-0895-2 |
| Titre du volume : Enchanté Couverture : Mukae Emukae, Zenkichi Hitoyoshi, Médaka Kurokami, Misogi KumagawaListe des chapitres : - Chapitre 80 : Il va revenir près de moi (帰ってきてくれるから, Kaettekite Kureru Kara) - Chapitre 81 : Mon amour était sincère ! (僕の恋は本物だったんだ, Boku no Koi wa Honmono Dattanda) - Chapitre 82 : Je suis ton fils... (あんたの息子だぜ, Anta no Musuko daze) - Chapitre 83 : Peut-être qu'il tient à elle ? (仲間思いな男なんですよ, Nakama Omoi na Otoko Nandesu yo) - Chapitre 84 : On aurait pu s'entendre, eux et moi (わかりあうことができたのかなあ, Wakariau Koto ga Dekita no Kanā) - Chapitre 85 : J'ai longtemps attendu... (私はずっと楽しみにしていました, Watashi wa Zutto Tanoshimi ni Shiteimashita) - Chapitre 86 : Un malencontreux accident (不慮の事故ですから, Furyo no Jiko desu kara) - Chapitre 87 : Pas même des élections (当たり前の人望です, Atarimae no Jinbō desu) - Chapitre 88 : Enchanté (初めまして, Hajimemashite)                                                                                    |                  |                   |                  |                   |

### Tomes 11 à 20
| no | Japonais         | Japonais          | Français         | Français          |
| no | Date de sortie   | ISBN              | Date de sortie   | ISBN              |
| --- | ---------------- | ----------------- | ---------------- | ----------------- |
| 11 | 4 août 2011      | 978-4-08-870274-2 | 4 décembre 2013  | 978-2-7595-0896-9 |
| Titre du volume : Aujourd'hui comme hier, telle que tu es Couverture : Najimi Ajimu, Médaka Kurokami, Misogi KumagawaListe des chapitres : - Chapitre 89 : Et il n'y a qu'une seule règle (そしてルールはただ一つ, Soshite Rūru wa Tada Hitotsu) - Chapitre 90 : Aujourd'hui comme hier, telle que tu es (今も昔もそんな君が, Ima mo Mukashi mo Sonna Kimi ga) - Chapitre 91 : S'il y a bien une différence (違いがあるとすれば, Chigai ga Aru to Sureba) - Chapitre 92 : Ceux que l'on croyait à jamais impossible à réunir (永遠に揃わないと言われていた, Eien ni Sorowanai to Iwareteita) - Chapitre 93 : L'inhumaine la plus impartiale (平等なだけの人外だよ, Byōdō na Dake no Jingai da yo) - Chapitre 94 : Former la relève de Médaka Kurokami (黒神めだかの後継者作り, Kurokami Medaka no Kōkeisha-zukuri) - Chapitre 95 : S'il y en a au moins un (ひとりでもいるのなら, Hitori Demo Iru no Nara) - Chapitre 96 : C'est mon boulot (僕の仕事だからね, Boku no Shigoto Dakara ne) - Chapitre 97 : Rigolez au moins (笑ってやてください, Waratteyate Kudasai)                                                                                               |                  |                   |                  |                   |
| 12 | 4 octobre 2011   | 978-4-08-870296-4 | 15 janvier 2014  | 978-2-7560-5666-1 |
| Titre du volume : La première épreuve est d'un niveau de difficulté B Couverture : Shori Wanizuka, Suishô Kibôgaoka, Ima Takarabe, Tsugiha Yojirô, Kiki Kikitsu, Médaka KurokamiListe des chapitres : - Chapitre 98 : La première épreuve est d'un niveau de difficulté B (第一関門は難易度B, Daiichi Kanmon wa Nan'ido Bī) - Chapitre 99 : J'ai juste une dernière question (もうひとつだけ聞かせてください, Mō Hitotsu Dake Kikasete Kudasai) - Chapitre 100 : Je vous laisse me poser des devinettes (クイズを出して頂戴, Kuizu o Dashite Chōdai) - Chapitre 101 : Bon, eh bien bonne chance (それではグッドラック, Sore de wa Guddo Rakku) - Chapitre 102 : Je n'ai besoin de rien (何も欲しくない, Nanimo Hoshikunai) - Chapitre 103 : Si j'y arrive (それができれば文句なく, Sore ga Dekireba Monku naku) - Chapitre 104 : Un détenteur de pouvoir contre un sans pouvoir (能力所有者が無力に, Sukiru Horudā ga Nō Sukiru ni) - Chapitre 105 : C'est juste que j'aime ça (僕はただ好きなだけさ, Boku wa Tada Suki na Dake sa) - Chapitre 106 : Je n'ai pas de cœur (私には心がありません, Watashi ni wa Kokoro ga Arimasen)                                  |                  |                   |                  |                   |
| 13 | 2 décembre 2011  | 978-4-08-870319-0 | 12 mars 2014     | 978-2-7560-5667-8 |
| Titre du volume : La Médaképreuve Couverture : Misogi Kumagawa, Médaka Kurokami, Zenkichi Hitoyoshi, Kôki Akune, Mogana KikaijimaListe des chapitres : - Chapitre 107 : Je ne sais pas vivre autrement (生き方を知らんのだ, Ikikata o Shiran no da) - Chapitre 108 : C'est ce qu'il y a de plus jouissif (これ以上なく最高に, Kore Ijō naku Saikō ni) - Chapitre 109 : J'aimerais devenir une humaine comme ça (こういう人間でありたい, Kōiu Ningen de Aritai) - Chapitre 110 : Vous ne pouvez peut-être pas l'apercevoir (見えないかもしれませんけれど, Mienai Kamo Shiremasen Keredo) - Chapitre 111 : il serait préférable que l'on se moque de nous (ふざけられたらいいんだけどね, Fuzakeraretara Iindakedo ne) - Chapitre 112 : Dire de moi que je suis une existence spéciale (特別な存在だなんて, Tokubetsu na Sonzai da Nante) - Chapitre 113 : Médaképreuve (めだ関門, Meda Kanmon) - Chapitre 114 : Je peux peut-être battre Médaka Kurokami (黒神めだかに勝てるかも, Kurokami Medaka ni Kateru Kamo) - Chapitre 115 : C'est de ça que vous parliez (これがきみ達の言うところの, Kore ga Kimitachi no Iu Tokoro no)                                      |                  |                   |                  |                   |
| 14 | 2 mars 2012      | 978-4-08-870374-9 | 21 mai 2014      | 978-2-7560-5674-6 |
| Titre du volume : Avant de combattre Zenkichi Couverture : Zenkichi Hitoyoshi, Kamome Tsurubami, Kei Munakata, Kôki AkuneListe des chapitres : - Chapitre 116 : Je... (俺は, Ore wa) - Chapitre 117 : Tu... (お前は, Omae wa) - Chapitre 118 : Il cherche à changer (変わろうとしているんだ, Kawarō to Shiteirunda) - Chapitre 119 : Kamomé Tsurubami (鶴喰鴎, Tsurubami Kamome) - Chapitre 120 : Tu n'as pas souri une seule fois (にこりともしない, Nikori to mo Shinai) - Chapitre 121 : Alors que tu viens de tuer quelqu'un (人を一人殺しておいて, Hito o Hitori Koroshiteoite) - Chapitre 122 : J'en avais entendu parler (話には聞いていたが, Hanashi ni wa Kiiteita ga) - Chapitre 123 : Avant de combattre Zenkichi (善吉くんと戦う前に, Zenkichi-kun to Tatakau Mae ni) - Chapitre 124 : La contrepartie est lourde de conséquence (代償も大きかった, Daishō mo Ōkikatta) |                  |                   |                  |                   |
| 15 | 4 avril 2012     | 978-4-08-870421-0 | 20 août 2014     | 978-2-7560-5675-3 |
| Titre du volume : Qu'est-ce qu'une "victoire" ? Couverture : Médaka Kurokami, Zenkichi HitoyoshiListe des chapitres : - Chapitre 125 : Qu'est-ce qu'une "victoire" ? (勝ちとはなんだ？, Kachi to wa Nanda?) - Chapitre 126 : Le plus important dans le cœur d'un homme (人の心に大切なのは, Hito no Kokoro ni Taisetsu na no wa) - Chapitre 127 : Je m'arrangerai pour que Médaka... (だからめだかちゃんには, Dakara Medaka-chan ni wa) - Chapitre 128 : Contrairement à la justice (正義と違って必ずしも, Seigi to Chigatte Kanarazushi mo) - Chapitre 129 : Sans hésitation (ゆえにこのゲーム間違いなく, Yue ni Kono Gēmu Machigai naku) - Chapitre 130 : J'aimerais qu'on s'amuse ensemble (楽しんで欲しいじゃん, Tanoshinde Hoshī jan) - Chapitre 131 : Il suffit juste de les piéger (罠を張ればいい, Wana o Hareba Ii) - Bonus : Kumagawa, le bon perdant (グッドルーザー球磨川, Guddo Rūzā Kumagawa) |                  |                   |                  |                   |
| 16 | 4 juillet 2012   | 978-4-08-870467-8 | 26 novembre 2014 | 978-2-7560-5676-0 |
| Titre du volume : La vie est épique Couverture : Médaka Kurokami, Zenkichi Hitoyoshi, Kôki Akune, Mogana Kikaijima, Misogi KumagawaListe des chapitres : - Chapitre 132 : C'est ça, la jeunesse ! (これぞ青春, Korezo Seishun) - Chapitre 133 : Personne d'autre (他の誰でもない, Hoka no Dare Demo nai) - Chapitre 134 : Tu auras le rôle principal (お前が主役だ, Omae ga Shuyaku da) - Chapitre 135 : Crie ! (叫べ, Sakebe) - Chapitre 136 : Cette chanson est probablement... (あの曲はきっと, Ano Kyoku wa Kitto) - Chapitre 137 : Utiliser la boîte à réclamations (目安箱を使用する, Meyasubako wo Shiyōsuru) - Chapitre 138 : Pour changer Médaka... (もしもめだかちゃんを変えたいのなら, Moshimo Medaka-chan wo Kaetai no Nara) - Chapitre 139 : Je n'avais plus de raison de vivre (生きてちゃ駄目だと思っていた, Ikitecha Dame da to Omotteita) - Chapitre 140 : La vie est un drame (生きることは劇的だ, Ikiru Koto wa Gekiteki da) |                  |                   |                  |                   |
| 17 | 4 septembre 2012 | 978-4-08-870501-9 | 14 janvier 2015  | 978-2-7560-5545-9 |
| Titre du volume : 100e Conseil Étudiant de l'école Hakoniwa Couverture : Zenkichi Hitoyoshi, Médaka KurokamiListe des chapitres : - Chapitre 141 : Avant même de trouver le bonheur (幸せになる前に, Shiawase ni Naru Mae ni) - Chapitre 142 : Il n'y a rien redire, ils sont parfaits (相手にとって不足なし, Aite ni totte fusoku nashi) - Chapitre 143 : C'est pour cette raison (そんな理由じゃないんてすよ, Son'na Riyū Ji ya Nain desu yo) - Chapitre 144 : 100e Conseil Étudiant de l'école Hakoniwa (箱庭学園第百生徒会執行部, Hakoniwa gakuen dai hyaku seito kai shikkō bu) - Chapitre 145 : Car Médaka vivra encore longtemps (明日も絶対生きてるから, Ashita mo zettai iki terukara) - Chapitre 146 : J'ai pourtant tout fait pour m'empêcher de rigoler (笑うつもりはなかったんです, Warau tsumori wa nakatta nandesu) - Chapitre 147 : Vous êtes dans la merde (心配せんたってうちは, Shinpai sentatte uchi wa) - Chapitre 148 : Je suis la grande sœur de Médaka ! (めだかちゃんのお姉ちゃんだ, Medaka-Chan no Onē-Chan Da) - Chapitre 149 : Je me demande ce que je suis venue faire ici (何しにここに来たんだろう, Nanishini koko ni kita nandarō) |                  |                   |                  |                   |
| 18 | 4 décembre 2012  | 978-4-08-870536-1 | 8 avril 2015     | 978-2-7560-6722-3 |
| Titre du volume : Lorsque cette bataille aura pris fin... Couverture : Médaka Kurokami, Zenkichi HitoyoshiListe des chapitres : - Chapitre 150 : J'aimerai tant lui ressembler (あんな風になりたいなあ, An'na kaze ni naritai nā) - Chapitre 151 : Nous ne fuirons pas (僕達は逃げない, Bokutachi wa nigenai) - Chapitre 152 : Ça vaut le coup, non ? (これで割は合うであろ？, Kore de wari wa audearo?) - Chapitre 153 : Lorsque cette bataille aura pris fin... (この戦いが終わったら, Kono tatakai ga owattara) - Chapitre 154 : Ce qui compte à mes yeux maintenant (今の私に大事なものは, Ima no watashi ni daijinamono wa) - Chapitre 155 : Pour lui (善吉のために, Zenkichi no tame ni) - Chapitre 156 : Je suis Médaka Kurokami (私は黒神めだかだ, Watashi wa Kurokami Medaka da) - Chapitre 157 : Ma défaite aurait été inéluctable (私の負けは決まっていたよ, Watashi no make wa kimatte ita yo) - Chapitre 158 : Je n'ai pas de mots (言葉もない, Kotoba mo nai) |                  |                   |                  |                   |
| 19 | 4 février 2013   | 978-4-08-870620-7 | 1er juillet 2015 | 978-2-7560-7185-5 |
| Titre du volume : Bienvenue au village des Shiranui Couverture : Hansodé ShiranuiListe des chapitres : - Chapitre 159 : Hansodé Shiranui ? (不知火半袖って, Shiranuhi Hansode tte) - Chapitre 160 : Bienvenue au village des Shiranui (ようこそ不知火の里へ, Yōkoso shiranui no sato e) - Chapitre 161 : Ce que nous protégeons (俺達が守っているのは, Oretachi ga mamotte iru no wa) - Chapitre 162 : Toute l'école Hakoniwa (箱庭学園のすべてが, Hakoniwa gakuen no subete ga) - Chapitre 163 : Ça, c'est nouveau (新しい, Atarashī) - Chapitre 164 : Il est né pour dévaster le monde (世界を滅ぼすために生まれてきた, Sekai o horobosu tame ni umarete kita) - Chapitre 165 : Thirteen party (十三組の十三人, Sātein Pāti) - Chapitre 166 : Je l'écraserai d'ici la fin de la journée (今日中に叩き潰す, Kon'nichijūni tataki tsubusu) - Chapitre 167 : Je ne te le dirais jaamais (絶対に教えない, Zettai ni oshienai) |                  |                   |                  |                   |
| 20 | 4 avril 2013     | 978-4-08-870650-4 | 21 octobre 2015  | 978-2-7560-7186-2 |
| Titre du volume : Fukurô Tsurubami Couverture : Médaka Kurokami, Hansode Shiranui, Zenkichi Hitoyoshi, Najimi Ajimu, Misogi KumagawaListe des chapitres : - Chapitre 168 : La seule et unique injustice (たった一度の不公平だ, Tatta Ichido no Fukouhei da) - Chapitre 169 : Les vestiges de l'hôpital Hakoniwa (箱庭病院跡地, Hakoniwa Byouin Atochi) - Chapitre 170 : Fukurô Tsurubami (鶴喰梟, Tsurubami Fukurou) - Chapitre 171 : J'ai trop souvent menti dans ma vie (あたしは嘘をつき過ぎた, Atashiha uso Wotsuki Sugi ta) - Chapitre 172 : La la li la ♪ (ろりろりよ♪, Rori Rori yo ♪) - Chapitre 173 : Comment définirais-tu le mot "chanson" ? (歌とはなんだ？, Uta to Hananda?) - Chapitre 174 : Je déteste les mensonges (嘘が嫌いなんだ, Uso ga Kirai Nanda) - Chapitre 175 : Real eater (正喰者, Rearu Ītā) - Chapitre 176 : Je te pardonne (許す, Yurusu) |                  |                   |                  |                   |

### Tomes 21 à 22
| no | Japonais         | Japonais          | Français       | Français          |
| no | Date de sortie   | ISBN              | Date de sortie | ISBN              |
| --- | ---------------- | ----------------- | -------------- | ----------------- |
| 21 | 4 juin 2013      | 978-4-08-870685-6 | 6 janvier 2016 | 978-2-7560-7417-7 |
| Titre du volume : J'adore les humains Couverture : Médaka Kurokami, Īhiko ShishimeListe des chapitres : - Chapitre 177 : Comme il l'a toujours fait dans sa vie (この人は今まで, Kono nin ha imamade) - Chapitre 178 : Je ne peux te le promettre (約束はできない, Yakusoku Hadekina) - Chapitre 179 : J'adore les humains (私は人間が大好きです, Watashi ha Ningen ga Daisuki desu) - Chapitre 180 : Ultimate Kurokami (黒神ファイナル, Kurokami Fainaru) - Chapitre 181 : Nous devons avouer notre défaite (私達は負けたんだよ, Watashi Tachi ha make Tandayo) - Chapitre 182 : Mes paroles t'atteindront (言葉は届く, Kotoba ha Todoku) - Chapitre 183 : Comme si nos cœurs ne faisaient qu'un (心と共にあるような, Kokoro to Tomoni Aruyouna) - Chapitre 184 : Pendant ce temps, Médaka... (そしてめだかちゃんは, Soshite Medaka-chan ha) - Chapitre 185 : Un plus un font... (いちたすいちは, Ichi Tasu Ichi ha) |                  |                   |                |                   |
| 22 | 4 septembre 2013 | 978-4-08-870804-1 | 9 mars 2016    | 978-2-7560-7418-4 |
| Titre du volume : Médaka Kurokami, fidèle au poste Couverture : Médaka Kurokami, Zenkichi HitoyoshiListe des chapitres : - Chapitre 186 : Dans ce cas, on doit se dire adieu (ここでさよならだな, Kokode Sayonara Dana) - Chapitre 187 : La course aux cent bouquets (百輪走, Hyaku wa Sou) - Chapitre 188 : J'espère qu'on restera dans ta mémoire pour toujours (思い出になれたかい, Omoide Ninaretakai) - Chapitre 189 : Tu sais que depuis la première fois qu'on s'est rencontrées (思えば初めて会ったときから, Omoe ba Hajimete atta Tokikara) - Chapitre 190 : Autrefois, le conseil étudiant de l'école Hakoniwa (かつて箱庭学園には, Katsute Hakoniwa Gakuen niha) - Chapitre 191 : 10 ans plus tard (あれから十年, Are kara jūnen) - Dernier chapitre : Médaka Kurokami, fidèle au poste (黒神めだか健在なり, Kurokami Medaka Kenzai nari) - Chapitre bonus : Good looser Kumagawa - Conclusion             |                  |                   |                |                   |

### Shueisha BOOKS
1. 1 2  Tome 1
2. 1 2  Tome 2
3. 1 2  Tome 3
4. 1 2  Tome 4
5. 1 2  Tome 5
6. 1 2  Tome 6
7. 1 2  Tome 7
8. 1 2  Tome 8
9. 1 2  Tome 9
10. 1 2  Tome 10
11. 1 2  Tome 11
12. 1 2  Tome 12
13. 1 2  Tome 13
14. 1 2  Tome 14
15. 1 2  Tome 15
16. 1 2  Tome 16
17. 1 2  Tome 17
18. 1 2  Tome 18
19. 1 2  Tome 19
20. 1 2  Tome 20
21. 1 2  Tome 21
22. 1 2  Tome 22

### Éditions Tonkam
1. 1 2  Tome 1
2. 1 2  Tome 2
3. 1 2  Tome 3
4. 1 2  Tome 4
5. 1 2  Tome 5
6. 1 2  Tome 6
7. 1 2  Tome 7
8. 1 2  Tome 8
9. 1 2  Tome 9
10. 1 2  Tome 10
11. 1 2  Tome 11
12. 1 2  Tome 12
13. 1 2  Tome 13
14. 1 2  Tome 14
15. 1 2  Tome 15
16. 1 2  Tome 16
17. 1 2  Tome 17
18. 1 2  Tome 18
19. 1 2  Tome 19
20. 1 2  Tome 20
21. 1 2  Tome 21
22. 1 2  Tome 22